# Melgaço, Pará
Melgaço là một đô thị thuộc bang Pará, Brasil. Đô thị này có diện tích 6773,97 km², dân số năm 2007 là 25887 người, mật độ 3,8 người/km².